# JAMA Internal Medicine
JAMA Internal Medicine es una revista médica mensual revisada por pares y publicada por la Asociación Médica Americana. Se fundó en 1908 bajo el nombre histórico de Archivos de Medicina Interna. En 2013 cambió el nombre de su cabecera al actual.
Cubre todos los aspectos de la medicina interna, incluyendo diagnóstico médico complejo, enfermedades cardiovasculares, enfermedades infecciosas, geriatría, gastroenterología, endocrinología, alergia o inmunología y genética clínica.
La editora jefe es Rita F. Redberg de la Universidad de California, San Francisco.

## Estructura y contenidos
La revista JAMA Internal Medicine forma parte del conjunto de publicaciones JAMA Network. La general y más importante es JAMA (Journal of the American Medical Association), publicada semanalmente desde 1883, abarcanndo todos los campos de la medicina, y es una de las revistas médicas de más amplia difusión en el mundo. JAMA es la número 4 (2022) en el ranking de la categoría Medicina del índice h5. Dentro del consorcio de revistas subespecializadas se encuentra JAMA Internal Medicine y otras revistas especializadas como JAMA Cardiology o JAMA Neurology.
La revista tiene una serie, llamada "Menos es más", que destaca situaciones en las que el uso excesivo de la atención médica puede resultar en daños nosocomiales y en las que menos atención es probable que resulte en una mejor salud.
Se publica en línea semanalmente los lunes y los números impresos mensualmente. La web de la revista recibe más de 7,5 millones de visitas y más de 9,3 millones de artículos vistos y descargados.

## Indexación y factor de impacto
La revista está indexada en el sistema MEDLINE/PubMed de la Biblioteca Nacional de Medicina de los Estados Unidos.
El índice h5 de la revista es de 124. Es la número 14 del ranking en la categoría Health and Medical Sciences (general), siendo la número 1 del ranking The New England Journal of Medicine.
El factor de impacto según CiteScore de Scopus es de 4.53 en 2018, calculado en abril de 2019. El SCImago Journal Rank en 2018 es de 7.907. El SNIP de 2018 es de 5.302.
La revisión por pares y la evaluación editorial es altamente selectiva, con una tasa de aceptación de los manuscritos del 14%.

## Métricas de revista
2022
- Web of Science Group : 21.873
- Índice h de Google Scholar: 358
- Scopus: 6.554